# Hemaka
Hemaka fontos hivatalnok volt az ókori egyiptomi I. dinasztia idején, Den fáraó uralkodása alatt. Az 1950-es években végzett radiokarbonos kormeghatározás alapján i. e. kb. 3100 körül élt.  Egyik címe szerint „Alsó-Egyiptom királyának pecséthordozója” volt, ami gyakorlatilag kancellárrá és hatalom terén az uralkodó után a második emberré tette.

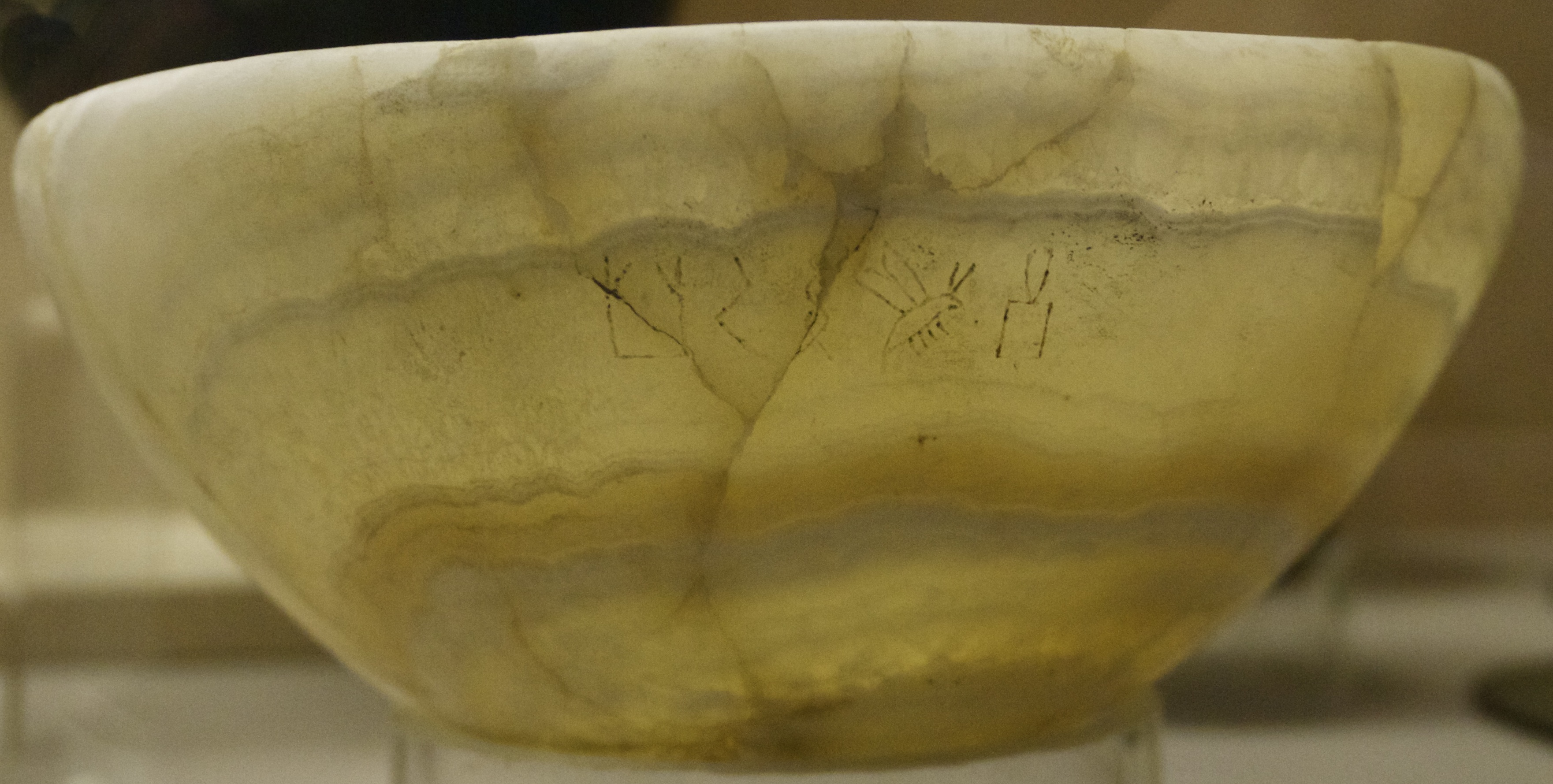
Alabástromváza Hemaka nevével és pecséthordozói címével, a francia Nemzeti Régészeti Múzeumban

Mint az egyes pecsétek feliratairól látható, Hemaka felelt a király egyik birtoka, egy gazdaság vagy szőlőbirtok felügyeletéért is, amely kifejezetten a királyi család később pedig a király temetkezési kultusza igényeit szolgálta. Valószínű, hogy Hemaka ebben a beosztásban állt az uralkodó szolgálatába, majd további birtokok igazgatója lett, végül a kancellári pozícióig jutott.

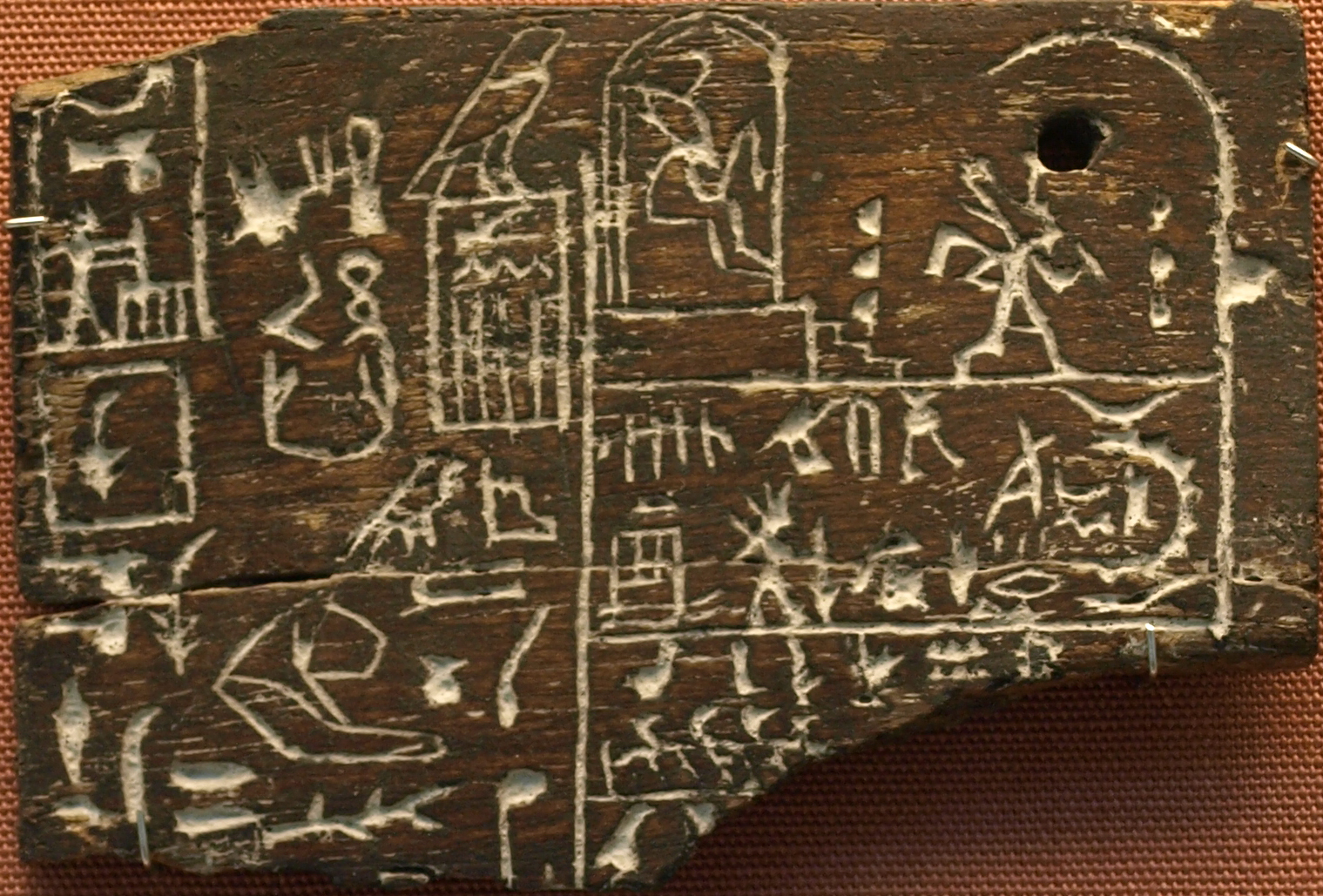
Hemaka neve és címe Den királyé mellett ezen a címkén Den Umm el-Kaab-i sírjából

Hemaka sírja, a S3035 masztabasír nagyobb, mint magáé a királyé; évekig tévesen Den sírjának hitték. Először Cecil Mallaby Firth kezdte feltárni 1931-ben, majd 1936-tól a munka Walter Bryan Emery felügyelete alatt folytatódott.
A Szakkara északi részén lévő sírból számos lelet került elő, köztük játékkorongok és egy kör alakú fadoboz, benne a legrégebbi fennmaradt papiruszdarabbal. A sír és más korabeli hivatalnoksírok leletanyaga tanúskodik a Den uralmára jellemző viszonylagos jólétről.

## Fordítás
- Ez a szócikk részben vagy egészben  a   Hemaka című angol Wikipédia-szócikk ezen változatának fordításán alapul.  Az eredeti cikk szerkesztőit annak laptörténete sorolja fel. Ez a jelzés csupán a megfogalmazás eredetét és a szerzői jogokat jelzi, nem szolgál a cikkben szereplő információk forrásmegjelöléseként.